# Gordon Schildenfeld
Gordon Schildenfeld (* 18. März 1985 in Šibenik, SR Kroatien, SFR Jugoslawien) ist ein kroatischer Fußballspieler auf der Position eines Abwehrspielers.

## Karriere

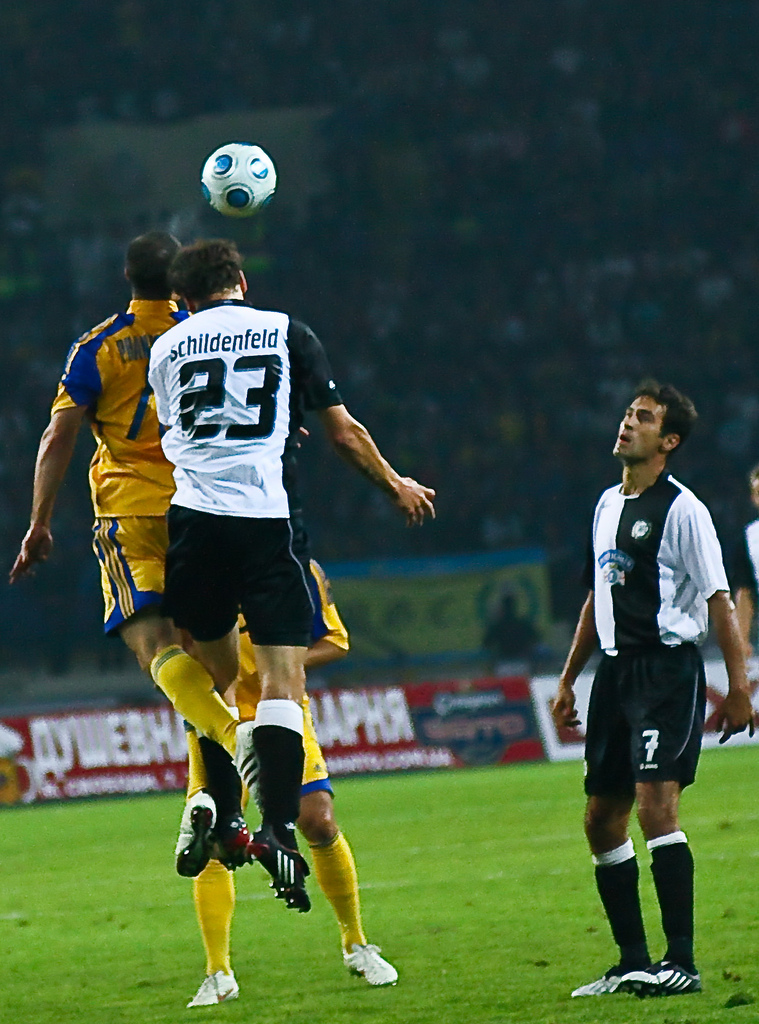
Gordon Schildenfeld im Kopfballduell mit Wachtang Panzchawa (Metalist Charkiw), rechts im Bild: Peter Hlinka

### Verein
Schildenfeld begann seine Jugendkarriere bei HNK Šibenik. Mit 16 Jahren schaffte er den Sprung in die erste Mannschaft und bestritt sein erstes Spiel gegen NK Kamen Ingrad Velika.
Danach wurde Schildenfeld selten eingesetzt. In der Winterpause der Saison 2006/07 wechselte er zu Dinamo Zagreb und nach einem Jahr zu Beşiktaş Istanbul, von wo er im Sommer 2008 an den deutschen Zweitligisten MSV Duisburg verliehen wurde. Im Sommer 2009 wurde er erneut verliehen, diesmal an den österreichischen Bundesligisten SK Sturm Graz. Nach einer Saison in Graz verpflichtete Sturm den Innenverteidiger für eine Ablösesumme von rund 400.000 Euro; er unterschrieb einen Dreijahresvertrag. Zwischen den Klubs wurde vereinbart, dass bei einem Weiterverkauf Schildenfelds Beşiktaş 20 Prozent der Ablösesumme erhält. Am Ende der Saison 2010/11 wurde der Kroate mit Sturm Graz österreichischer Fußballmeister.
In der Sommerpause 2011 wechselte Schildenfeld wieder nach Deutschland zu Eintracht Frankfurt. Er unterschrieb einen Dreijahresvertrag. Nach dem Aufstieg aus der zweiten Bundesliga und einer überzeugenden Europameisterschaft verließ er die Eintracht in Richtung Russland und schloss sich zur Spielzeit 2012/13 Dynamo Moskau an. Bereits im folgenden Januar einigte sich Schildenfeld mit seinem neuen Arbeitgeber auf eine Ausleihe bis Saisonende zum griechischen Erstligisten PAOK Saloniki.

### Nationalmannschaft
2006 kam er zu einem Einsatz in der kroatischen U-21-Nationalmannschaft; drei Jahre später, am 14. November 2009, gab er sein Debüt in der kroatischen A-Nationalmannschaft, als er beim 5:0-Sieg gegen Liechtenstein in der 58. Minute für Darijo Srna eingewechselt wurde.
Bei der EM 2012 absolvierte er aufgrund der verletzungsbedingten Absage von Dejan Lovren alle Spiele über die volle Distanz.
Bei der Fußball-Europameisterschaft 2016 in Frankreich wurde er in das kroatische Aufgebot aufgenommen. Sowohl in der ersten Partie gegen die Türkei als auch danach gegen Tschechien wurde er erst in der 90. Minute eingewechselt. Es blieben seine beiden einzigen EM-Auftritte, im Achtelfinale schied das Team aus.

## Erfolge
- Österreichischer Cup: 2010
- Österreichischer Meister: 2011
- Kroatischer Meister: 2008, 2016
- Kroatischer Pokal: 2008
- Griechischer Pokalsieger: 2014

## Trivia
Schildenfelds Urururgroßmutter stammte aus Österreich und die Familie zog ins slowenische Šentilj in der Nähe der österreichischen Grenze, von wo der Name Schildenfeld herkommt; später ging die Familie nach Kroatien.